# Inkwizycja sycylijska
Inkwizycja sycylijska – jedna z odmian państwowo-kościelnej inkwizycji, instytucji powołanej do zwalczania herezji, działająca na Sycylii od 1720 roku do 1782 roku.
Pojęciem inkwizycja sycylijska bywa określany także trybunał inkwizycji hiszpańskiej, działający na tej wyspie w latach 1500–1720, jak również sądy średniowiecznych inkwizytorów papieskich działających tam przed rokiem 1500.

## Historia

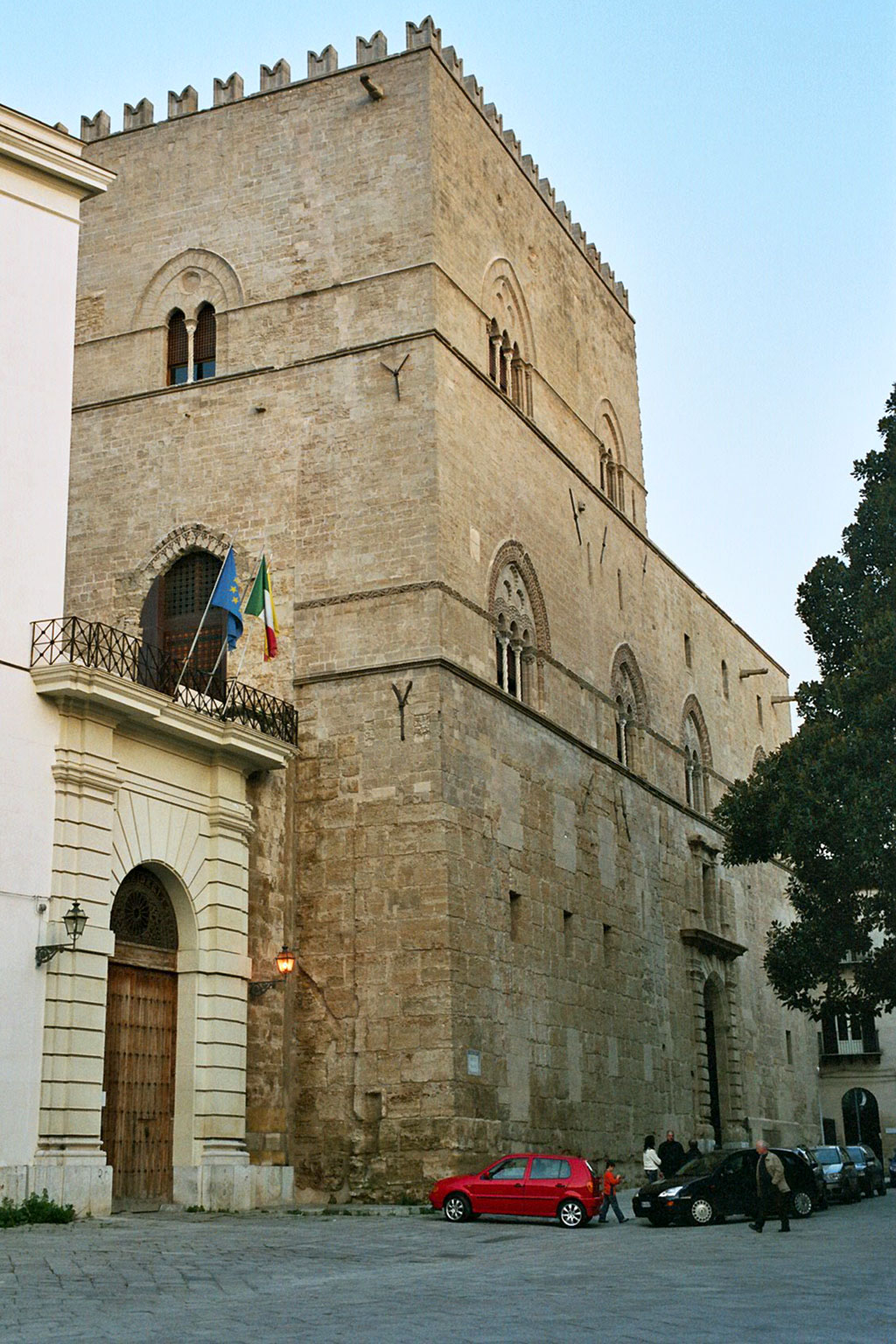
Palazzo Chiaramonte - dawna siedziba trybunału inkwizycji w Palermo

Sądy inkwizycyjne na Sycylii istniały w sposób nieprzerwany od końca XIII wieku, początkowo jako część inkwizycji papieskiej, a od 1500 roku jako część inkwizycji hiszpańskiej. Inkwizycja sycylijska jako samodzielna instytucja powstała dopiero w wyniku usamodzielnienia się miejscowego trybunału inkwizycji hiszpańskiej po wojnie o sukcesję hiszpańską. Było to skutkiem przejścia Sycylii spod władzy Hiszpanii pod władzę najpierw Habsburgów austriackich (1720), a następnie Burbonów (1734). Jej niezależność od wielkiego inkwizytora oraz hiszpańskiej Rady Inkwizycji w Madrycie potwierdził papież Klemens XI w 1720 roku. 
Początkowo inkwizycja sycylijska działała formalnie jako "inkwizycja hiszpańska na uchodźstwie", gdyż Habsburgowie austriaccy rościli sobie pretensje do tronu hiszpańskiego. Od 1711 roku cesarz Karol VI Habsburg wyznaczał inkwizytora generalnego Hiszpanii z siedzibą w Wiedniu, w opozycji do inkwizytora generalnego rezydującego w Madrycie pod rządami Filipa V Burbona. Wiedeński inkwizytor generalny nie miał początkowo żadnej realnej władzy nad trybunałami inkwizycyjnymi, jednak począwszy od roku 1720 podporządkowano mu trybunał działający na Sycylii.
W 1734 roku Sycylia przeszła pod władzę Burbonów i stała się w pełni niezależnym państwem. W rezultacie w 1738 roku papież Klemens XII uznał niezależność sycylijskiej inkwizycji od jakiejkolwiek zagranicznej władzy. Choć inkwizytora generalnego mianować miała zawsze Stolica Apostolska, nie stała się ona częścią struktur inkwizycji rzymskiej, którym przewodniczyła Kongregacja Świętego Oficjum w Rzymie.
Aktywność inkwizycji sycylijskiej po roku 1738 pozostawała na bardzo niskim poziomie, a w 1746 roku dodatkowo ograniczono jej kompetencje na rzecz wicekróla. W 1780 roku oficjalnie zaproponowano zniesienie inkwizycji. Propozycja ta spotkała się z pewnym oporem społecznym, gdyż wielu Sycylijczyków należało do grona zauszników trybunału (familiares), co wiązało się z licznymi przywilejami, także podatkowymi. Rok później jednak stanowisko wicekróla objął Domenico Caracciolo, zdecydowany przeciwnik dalszego utrzymywania inkwizycji, który zdołał przeforsować swoje stanowisko na dworze królewskim. 16 marca 1782 roku król Ferdynand III wydał dekret o zniesieniu inkwizycji w królestwie Sycylii.

## Sposób działania
Procedury stosowane przez inkwizycję sycylijską były tożsame z tymi, jakie stosowała inkwizycja hiszpańska. W ciągu 62 lat swej samodzielności przeprowadziła ona ponad 200 procesów i dokonała trzech egzekucji in persona (dwie w 1724 i jedną w 1732) oraz jednej in effigie (w 1731 roku).

## Inkwizytorzy generalni Sycylii

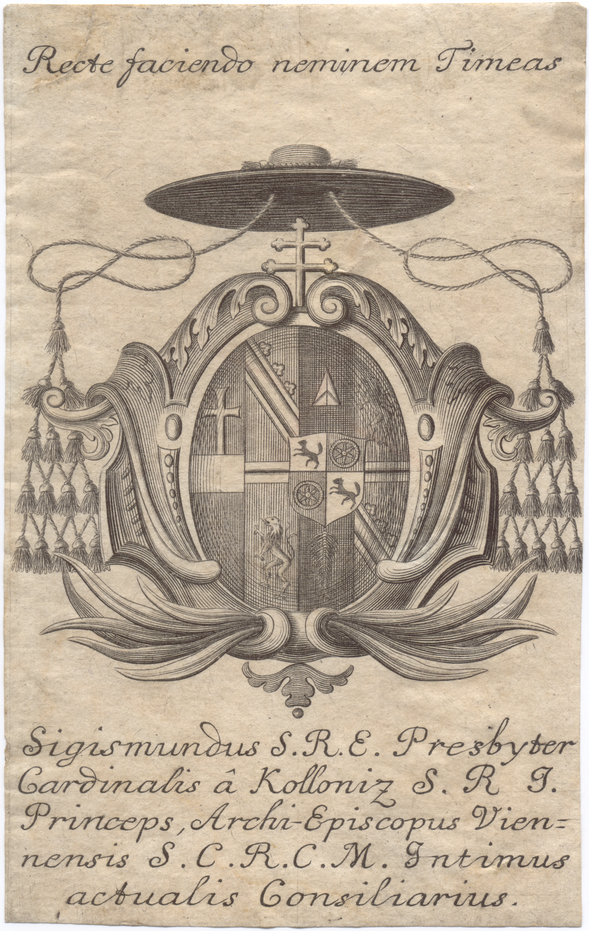
Herb kard. Sigismunda von Kollonitscha, inkwizytora generalnego Sycylii w latach 1728–34

Na czele inkwizycji stał inkwizytor generalny (zawsze w randze biskupa lub arcybiskupa), który stał na czele Rady Inkwizycji i wraz z nią sprawował nadzór na działalnością inkwizytorów Palermo oraz sycylijskich sądów diecezjalnych w sprawach wiary (in causa fidei). Inkwizytora generalnego zawsze mianował papież, ale na wniosek króla. Funkcję tę sprawowali kolejno:
- Inkwizytorzy generalni z siedzibą w Wiedniu[10]:
  - Juan Navarro OdeM, bp Albarracin (1720 – 1728)[11]
  - Sigismund von Kollonitsch, kardynał i abp Wiednia (27 listopada 1728 – 1734)[12]
- Inkwizytorzy generalni z siedzibą w Palermo[13]:
  - Pietro Galletti, bp Katanii (3 października 1738 – 28 czerwca 1742)[14]
  - Giacomo Bonanno CRT, bp Patti i następnie (od 28 maja 1753) abp Monreale (28 czerwca 1742 – 14 stycznia 1754)[15]
  - Francesco Testa, abp Monreale (25 maja 1754 – 17 maja 1773)[16]
  - Salvatore Ventimiglia, bp Nikomedii (12 lutego 1776 – 16 marca 1782)[17]